# Just Blaze
Джастін Грегорі Сміт (англ. Justin Smith; нар. 8 січня 1978, Патерсон, Нью-Джерсі, США), більш відомий під псевдонімом Just Blaze, - американський музичний продюсер. Працював з великою кількістю виконавців, переважно з артистами лейблу Roc-A-Fella Records.
Є головою лейбла Fort Knocks Entertainment.
У липні 2018 року його рідне місто Патерсон нагородило його ключем від міста на знак визнання його «видатного культурного внеску» в місто.
Продюсував пісні для таких виконавців, як Jay-Z, The Diplomats, Cam'ron, Juelz Santana, Beastie Boys, MF Doom, Kanye West, Busta Rhymes, Mac Miller, Jadakiss, Memphis Bleek, Beanie Sigel, The Game, DMX, T.I., Fat Joe, Ghostface Killah, Eminem, Fabolous, Joe Budden та ін.

## Зовнішні посилання
- Дискографія Just Blaze на сайті MusicBrainz
- Just Blaze's Myspace
- Just Blaze & John Mayer dLife Jam Session
- The Megatron Don
- Just Blaze & Alchemist ‘Soundclash Tour (Trailer)